# Dieter Pohlers
Dieter Pohlers (* 8. April 1934 in Plauen; † April 1984 in Berlin) war ein deutscher Maler und Grafiker.

## Leben und Werk
Dieter Pohlers absolvierte zunächst von 1948 bis 1951 eine Lehre als Textilzeichner und von 1952 bis 1955 ein Vorstudium an der Kunstakademie Dresden. Von 1956 bis 1961 studierte er an der Hochschule für Bildende Künste Berlin bei Ernst Schumacher, dessen Meisterschüler er wurde.
In der von ihm 1962 gegründeten und von Otto Mertens geleiteten Graphischen Werkstatt Berlin erschienen etliche Künstlerbücher von Pohlers neben Werken von Walter Stöhrer, Manfred Bluth, Kurt Bartel, Carl Otto Bartning und anderen, meist in sehr kleinen signierten Auflagen von 15 bis 30 als Handpressendrucke hergestellten Exemplaren.
1965 wirkte Dieter Pohlers auch als Bühnen- und Kostümbildner am Fränkischen Theater. 1970 kaufte das Musée cantonal des Beaux-Arts de Lausanne zwei Werke von ihm. In den 1970er Jahren arbeitete Pohlers oft auch im Ausland, so regelmäßig im Atelier du Rocher des schwedischen Sammlers und Kunstmäzens Theodor Ahrenberg in Chexbres in der Schweiz sowie bei längeren Aufenthalten in Spanien, Frankreich, Schweden und 1980 in Amerika.

## Werke
- 6 Farblithos von Dieter Pohlers. Sechs sign. und num. Original-Farblithographien. Graphische Werkstatt Berlin 1963.
- Rabelais: Pantagruel. Mit 15 sign. und num. Original-Farblithographien von Dieter Pohlers. Graphische Werkstatt Berlin 1965.
- Cocon. Mit 12 Originaltexten von Walter Aue und 14 sign. und num. Farblithographien von Dieter Pohlers. Graphische Werkstatt Berlin 1965.
- Baudelaire: La Mort des Amants. Mit 12 sign. und num. Original-Farblithographien von Dieter Pohlers. Graphische Werkstatt Berlin 1965.
- 5 Farblithos von Dieter Pohlers. Fünf sign. und num. Original-Farblithographien. Graphische Werkstatt Berlin 1967.
- Dieter Pohlers, Peter Speck : Západní Berlín ; (Duben 1968) / (Texty napsali Walter Aue ; Helmut Otto. Překlady něm. text°u da českého jazyka korigoval Josef Štembera). Litoměřice : Galerie výtvarného umění 1968.
- Ströming. Triptychon. Mit drei sign. und num. Original-Farblithographien von Dieter Pohlers. Berlin 1979.

## Ausstellungen
Einzelausstellungen
- 1962: Hilton Studio Berlin
- 1967: Galerie Renate Groh, Oldenburg
- 1968: Galerie Vytvarneho umeni, Litomerice / CSSR
- 1968: Galerie Beck und Weinholz, Erlangen
- 1970: Atelier Ahrenberg, Chexbres / Schweiz
- 1970: Galerie Contemporaine, Carouge, Genf / Schweiz
- 1972: Consulat des Arts la Garde, Freinet / Provence
- 1972: Atelier Ahrenberg, Chexbres / Schweiz
- 1973: Atelier Ahrenberg, Mörtviken / Schweden
- 1973: Galerie Paultypes, Düsseldorf
- 1974: Galerie Dr. König, Kehl
- 1974: Galerie Arrabal, Callosa d'en Sarrià / Spanien
- 1975: Galerie Contemporaine, Carouge, Genf / Schweiz
- 1976: Galerie Chutz, Solothurn / Schweiz
- 1976 + 1977: Galerie Arrabal, Callosa d'en Sarrià / Spanien
- 1978: Mörtviksateljeerna, Ingarö / Schweden
- 1979: Galerie "E", Åkersberga / Schweden
- 1979: (mit Gerda Pohlers Streich) Galerie "Alemans Katt", Stockholm / Schweden
- 1982: Galerie Toni Brechbühl, Grenchen / Schweiz
- 1987: Retrospektive Dieter Pohlers, Solothurn / Schweiz
- April–Mai 1998: Retrospektive Dieter Pohlers. Ask for Art, Zürich

Wichtige Gruppenausstellungen
- 1962, 1963, 1964: Grosse Berliner Kunstausstellung
- 1963: Preis der Städte Wolfsburg und Salzgitter
- Oktober–November 1964: Deutscher Kunstpreis der Jugend. Kunsthalle Mannheim
- 1965: Neues Forum 65, Kunsthalle Bremen
- 1965: Kunstpreis Junger Westen. Kunsthalle Recklinghausen
- 1966: Kunstverein Hamburg
- 1966: Galerie "S", Berlin
- Januar–März 1967: Kunstpreis Junger Westen. Kunsthalle Recklinghausen
- 1985: Galerie Hermes, Solothurn / Schweiz